# 山形県立荒砥高等学校
山形県立荒砥高等学校（やまがたけんりつ あらとこうとうがっこう）は、山形県西置賜郡白鷹町大字荒砥甲にある県立高等学校。

## 設置学科
- 総合学科
  - 文理総合系列
  - ビジネス教養系列

## 沿革
- 1948年（昭和23年）
  - 4月 1日　山形県立荒砥高等学校（定時制課程）設立許可，元荒砥農芸学校を校舎とする
  - 5月 7日　開校式挙行。普通科・農業科・被服科に第一学年入学，蚕桑分校・鮎貝分校・東根分校も同時開校
  - 7月14日　ＰＴＡ結成
- 1952年（昭和27年） 
  - 3月15日　同窓会結成
  - 3月31日　鮎貝分校・東根分校閉鎖
- 1953年（昭和28年）4月7日　通常（後の全日制）課程１学級併置認可，通常課程１学年入学許可
- 1954年（昭和29年） 3月31日　蚕桑分校閉鎖
- 1955年（昭和30年） 
  - 4月 1日　通常課程定員増加認可（80名）
  - 6月 1日　校歌制定
- 1956年（昭和31年）
  - 3月31日　農業実習室竣工
  - 4月 1日　通常課程定員増加（100名）
  - 7月 3日　理科・音楽室竣工
- 1958年（昭和33年） 5月 7日　創立10周年記念式典挙行
- 1961年（昭和36年）12月27日　家庭科教室・図書館竣工
- 1963年（昭和38年） 4月 1日　全日制課程に商業科設置
- 1964年（昭和39年） 6月29日　後援会結成
- 1965年（昭和40年） 4月 1日　定時制の課程家政科募集停止，生活科設置(定員20名)
- 1967年（昭和42年） 4月 1日　定時制課程普通科の募集停止，完全県移管決定
- 1968年（昭和43年） 5月 7日　創立２０周年記念式典挙行
- 1969年（昭和44年） 4月 1日　全日制課程商業科募集停止，普通科３学級となる
- 1976年（昭和51年） 3月25日　柔剣道場竣工
- 1978年（昭和53年）
  - 4月 1日　定時制課程募集停止，全日制課程普通科４学級となる
  - 5月 7日　創立３０周年記念式典挙行
- 1980年（昭和55年） 3月31日　新校舎竣工
- 1981年（昭和56年） 3月31日　定時制課程廃止
- 1984年（昭和59年） 7月19日　新体育館竣工
- 1987年（昭和62年） 4月 1日　校訓「克己復禮」制定
- 1988年（昭和63年）10月29日　創立４０周年記念式典挙行
- 1990年（平成2年） 5月　　サクラ植樹（体育館、テニスコート周囲）
- 1991年（平成3年）12月15日　山新愛の事業団より「愛の鳩賞」受賞
- 1992年（平成4年） 5月　　サクラ植樹（体育館、グラウンド周辺）
- 1993年（平成5年） 4月 8日　グラウンド全面改修工事完成
- 1994年（平成6年） 8月10日　家庭科棟竣工
- 1997年（平成9年） 7月 1日　体育施設開放
- 1998年（平成10年）
  - 10月 9日　同窓会館（復禮会館）竣工
  - 11月 7日　創立５０周年記念式典挙行
- 1999年（平成11年） 4月 1日　コース制導入
- 2000年（平成12年） 4月 1日　普通科３学級となる
- 2005年（平成17年） 4月 1日　新コース制導入、普通科２学級となる
- 2008年（平成20年）10月20日　創立６０周年記念式典挙行
- 2013年（平成25年） 4月 1日　普通科を総合学科に学科改編，長井工業高校とキャンパス制開始
- 2015年（平成28年） 3月 3日　総合学科第一期生卒業式
- 2018年（平成30年）10月19日　創立７０周年記念式典挙行
- 2020年（令和2年） 4月 1日　総合学科1学級となる

## 部活動
- 運動部

卓球、陸上競技、総合運動部
- 文化部

吹奏楽、囲碁、パソコン、美術

## 進路
就職者がおよそ半数を占め、主に地元企業への就職が中心である。進学は大学・短大（短期大学校を含む）・専門学校と多岐にわたる。

## 出身有名人
- ママチャリ（ぼくたちと駐在さんの700日戦争　原作者）

## 最寄り駅
- 山形鉄道フラワー長井線荒砥駅より徒歩15分